# Tine Plesch

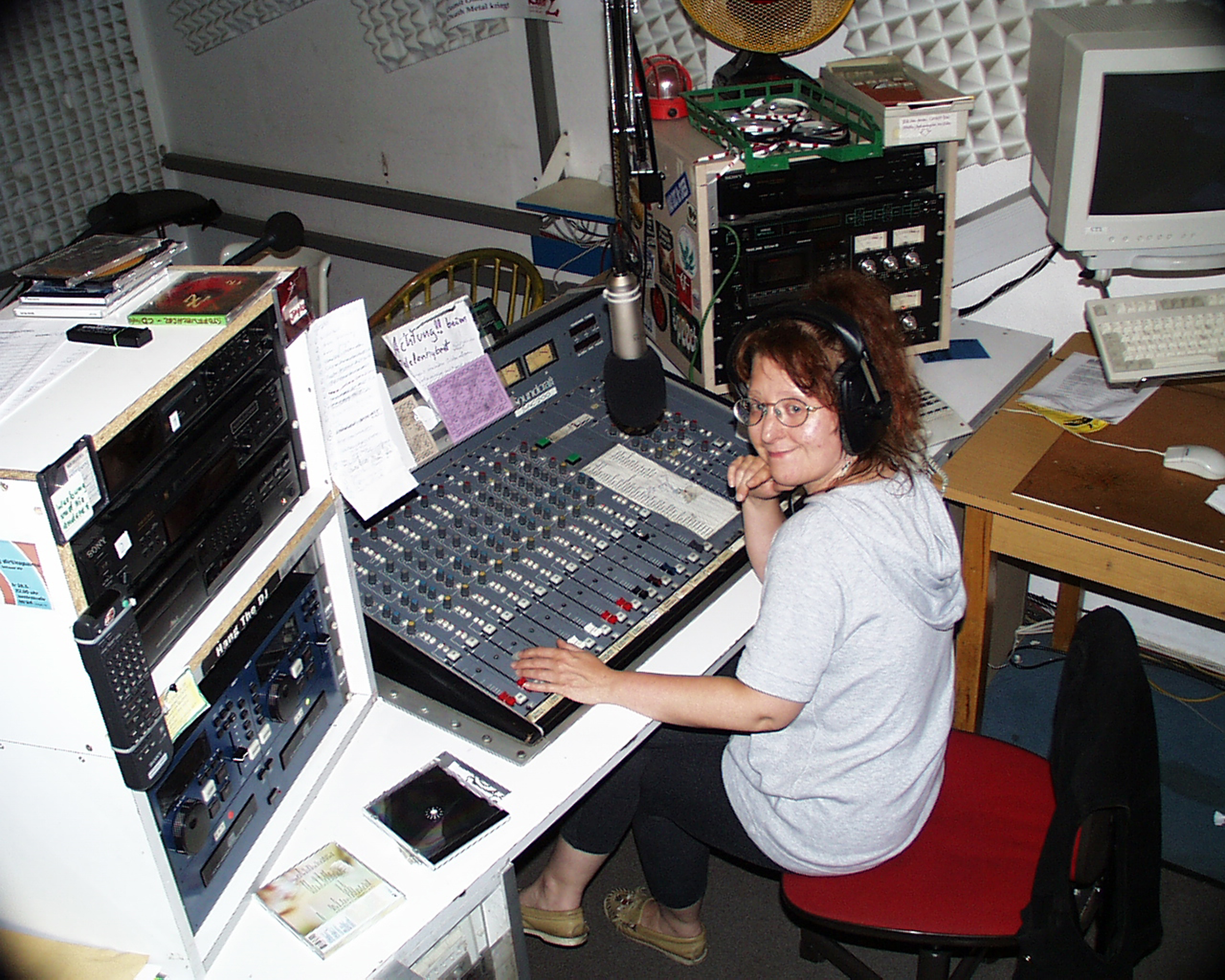
Tine Plesch bei Radio Z 1998

Bettina „Tine“ Plesch (* 1959 in Nürnberg; † 4. November 2004 ebenda) war eine deutsche Musikjournalistin und feministische Autorin.
Sie beschäftigte sich schwerpunktmäßig mit dem Thema Gender in der Popkultur. Tine Plesch war Mitherausgeberin der Zeitschrift Testcard – Beiträge zur Popkultur und Radiojournalistin beim freien Radio Z in Nürnberg.

## Leben
Tine Plesch studierte Amerikanistik und Anglistik und promovierte 1992 an der Friedrich-Alexander-Universität Erlangen-Nürnberg bei Dieter Meindl mit der Arbeit Die Heldin als Verrückte – Frauen und Wahnsinn im englischsprachigen Roman von der Gothic Novel bis zur Gegenwart (Centaurus Verlag, Pfaffenweiler 1995). Als Broterwerbstätigkeit arbeitete sie als Apothekenangestellte. Seit 1989 arbeitete sie ehrenamtlich beim freien Radio Z, Nürnberg, im Frauenmagazin Dauerwelle (bis 1993) und in der Musikredaktion. Sie initiierte eigene Sendereihen zu Frauen in der Musik: ZFNS, Akte XX sowie Neuland, Zores (Avantgarde, Pop, Literatur und Everything). Seit 1999 war sie Mitherausgeberin von testcard – Beiträge zur Popgeschichte. Im Lauf der Jahre diverse freie journalistische Tätigkeiten, sie arbeitet unter anderem für die Abendzeitung Nürnberg, Melodiva, Superstar, Jazzthetik, junge Welt, Raumzeit, Yot-Infozine und Intro. Zudem war sie 2000 Teil einer Lesetour mit Martin Büsser und der Musikveranstalterin Luka Skywaler.
Sie war Sprecherin bei Fachveranstaltungen zu Frauen und Musik. So war sie unter anderem mit ihren Vorträgen beim Musikerinnensymposium des Frauenmusikzentrums Hamburg, der Evangelischen Akademie Tutzing, dem Frauenreferat des Asta Münster, dem Radiocamp Bodensee (jährliches Treffen der freien Radios aus der BRD), mit Christiane Erharter bei der Reihe R4 Zoom, der Galerie im Taxispalais Innsbruck: „Elektronische Musik und weibliche Repräsentation“, zur Gesprächsleitung im Roundtable „Utopien/Dystopien in der elektronischen Musik“ bei Musik Didactique, Zürich eingeladen worden. Vorträge hielt sie auch im Rahmen der sogenannten „Ladyfeste“, die den 2000ern zur feministischen Musikszene gehörten.
Inhalte ihrer Aufsätze und Artikel waren unter anderem Gender-Theorie, Lebensentwürfe von Frauen in der Musik und weibliche Stimmen der Musikkritik. Arbeiten beschränkten sich nicht nur auf die Indie-Szene, sondern beleuchteten auch Themen wie Literatur, deutscher Hip-Hop und Jazz.
Sie starb am 4. November 2004 an den Folgen eines septischen Schocks.
Im August 2013 erschien im Mainzer Ventil Verlag posthum das Buch Rebel Girl – Popkultur und Feminismus mit ausgewählten Texten von Tine Plesch.

## Rezeption
Sowohl die Missy-Magazine-Herausgeberinnen Sonja Eismann, Chris Köver und Stefanie Lohaus als auch die Germanistin Anna Seidel nennen Plesch u. a. neben Kerstin Grether und Clara Drechsler als eine jener feministischer Stimmen im Popkulturjournalismus, die ab Anfang der 1990er-Jahre vermehrt Gehör fanden. Das Missy Magazin widmete ihr die Missy-Feminismus-Sammelkarte #2 als „Big Player“.
Der Kulturwissenschaftlerin Katharina Alexi zufolge gab Pleschs Text Frauen? Humor? Popmusik (2002) „wesentliche Impulse für das Verständnis von (angeblicher) Humor(losigkeit) als Ordnungsstrategie“.
Martin Büsser nannte sie in seinem Nachruf eine unersetzbare Stimme für den deutschen Popfeminismus und lobte ihre „einzigartiges Engagement für Künstlerinnen und deren Arbeiten“. „Ihr Engagement für feministische Belange war nicht an Genres gebunden und von einer Liebe zur Sache geprägt, wie sie nur selten unter BerufsautorInnen zu finden ist.“

## Schriften
Monografien
- Die Heldin als Verrückte. Frauen und Wahnsinn im englischsprachigen Roman von der Gothic Novel bis zur Gegenwart (= Frauen in der Literaturgeschichte. Band 4). Centaurus-Verlags-Gesellschaft, Pfaffenweiler 1995, ISBN 3-89085-862-7 (zugl. Diss., Univ. Erlangen-Nürnberg, 1992).[20]
- Rebel Girl. Popkultur und Feminismus. Hrsg.: Eve Massacre, Hans Plesch, Jonas Engelmann. Ventil Verlag, Mainz 2013, ISBN 978-3-95575-002-2.

Beiträge
- „Schneewittchen versus Solex - Poptexte von Frauen“, in testcard # 6, 1998
- „Rebellisches Wissen und journalistische Tagesordnung – zum Umgang mit Musikerinnen in der alternativen Presse“, in testcard # 8, 2000
- „Schnittstellen – Pop und Krieg im Soundcheck“, in testcard # 9, 2000
- „Feminismen und Popkultur“ – in testcard # 10, 2001
- „Women in Rock Music – Times, The Are A-Changing?“, in: Heinz Geuen u. Michael Rappe (Hgs.), „Pop und Mythos“, Edition Argus, Schliengen, 2001
- „Frauen?Humor?Popmusik?“ in testcard # 11, 2002
- „Do You dig it? Pop und linke Mythen im Gespräch mit Michaela Meliàn und Thomas Meinecke“ in testcard # 12, 2003
- „Mythos Freies Radio – ein Interview mit Andreas Stuhlmann vom freien Radio FSK (Freies Sender Kombinat) Hamburg.  “ in testcard # 12, 2003
- „Queens and Divas - Rhythm´n´Blues zwischen, Kollektivtraditionen, Individualitätsmythen und Geschlechterpolitiken“ in testcard # 13, 2004
- „Brüste und Büstenhalter“ in Brüste kriegen, Sarah Diehl (Hrsg.), 2004
- „Trinken, aber gar nicht immer übers Trinken Schreiben“ in das Buch vom Trinken, Jörg Sundermeier (Hrsg.), 2004. Dieser Text wurde nach ihrem Tod veröffentlicht, das Buch ist ihr gewidmet.